# Dubrava (Ston)
Dubrava, někdy uváděná jako Pelješka Dubrava, je vesnice v opčině Ston v Chorvatsku v Dubrovnicko-neretvanské župě. V roce 2001 zde žilo 145 obyvatel v 59 domech.

## Poloha
Ddubrava je vesnice v centrální části vnitrozemí poloostrova Pelješac při hlavní silnici D 414 od Stonu směrem na Orebić, mezi vesnicemi Putnikovići a Drače, při odbočce na Žuljanu. Součástí je i přístav Luka Dubrava při severním pobřeží poloostrova.

## Galerie

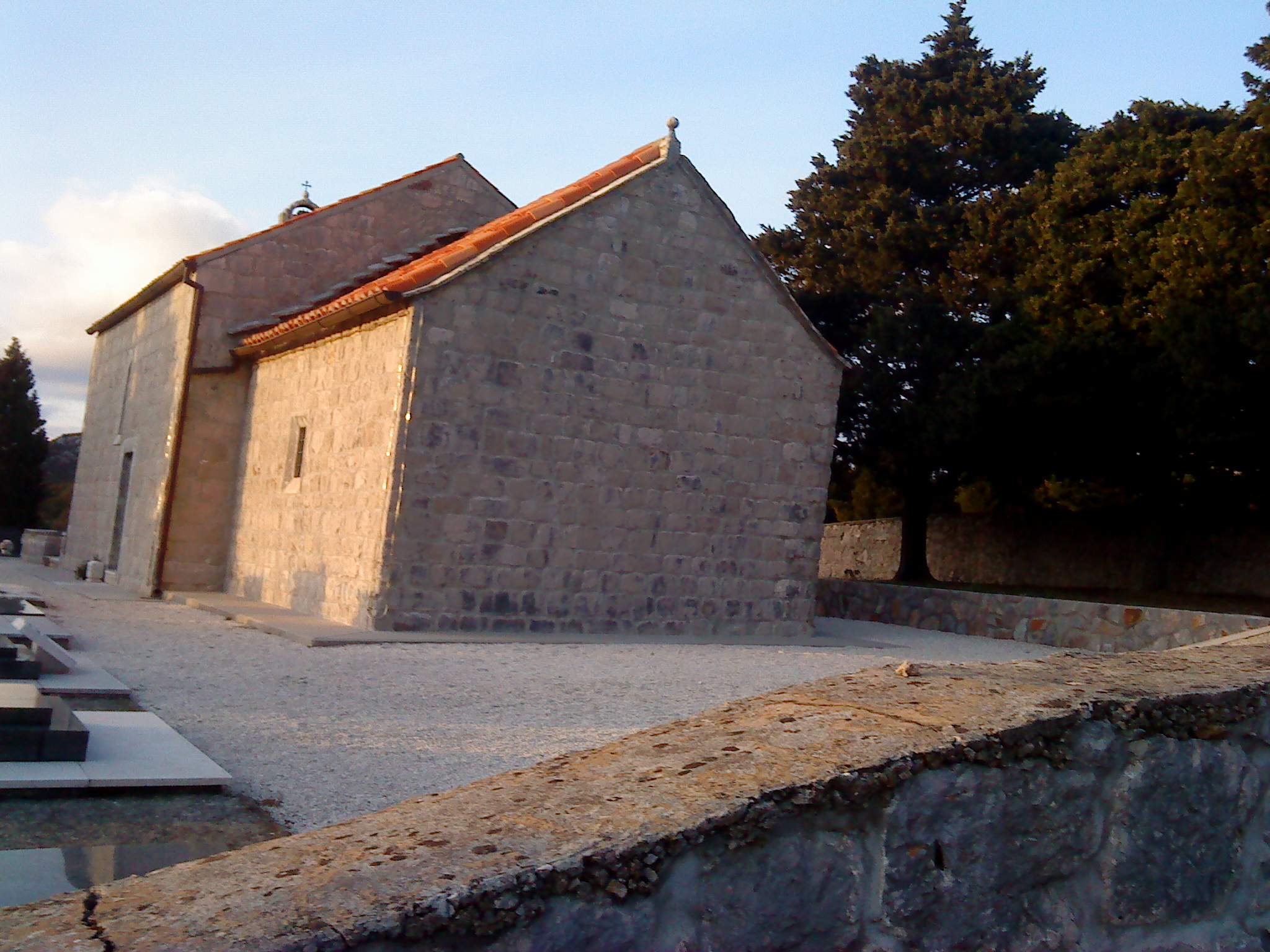
Kostel sv. Michaela
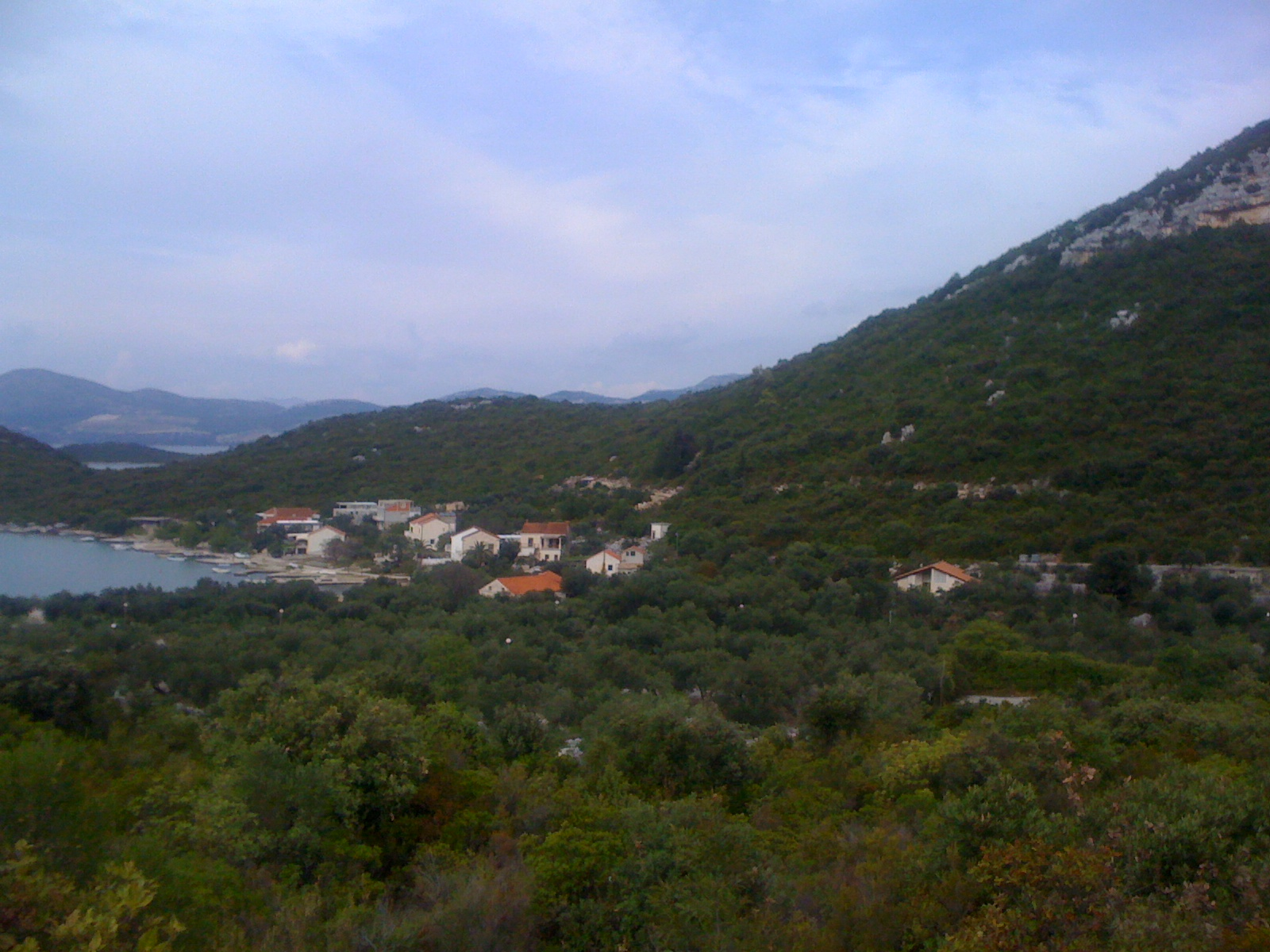
Luka Dubrava
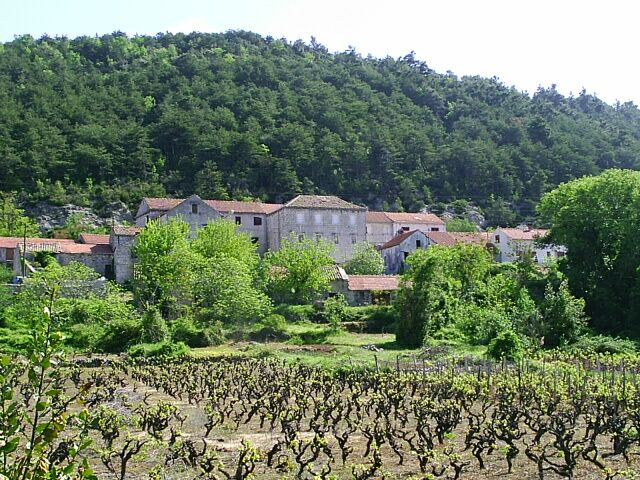
Vinice a vinařská usedlost
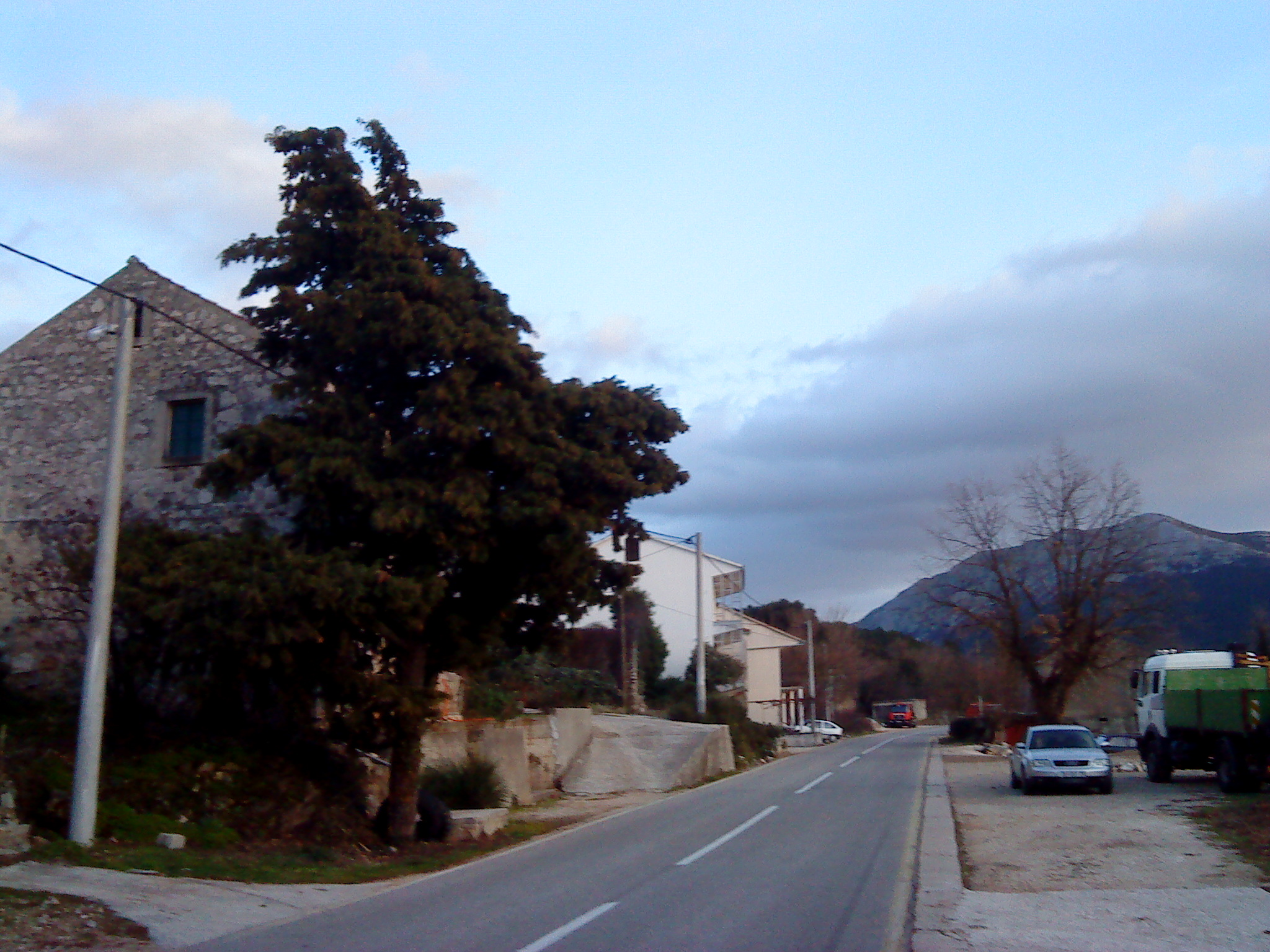
Dubrava
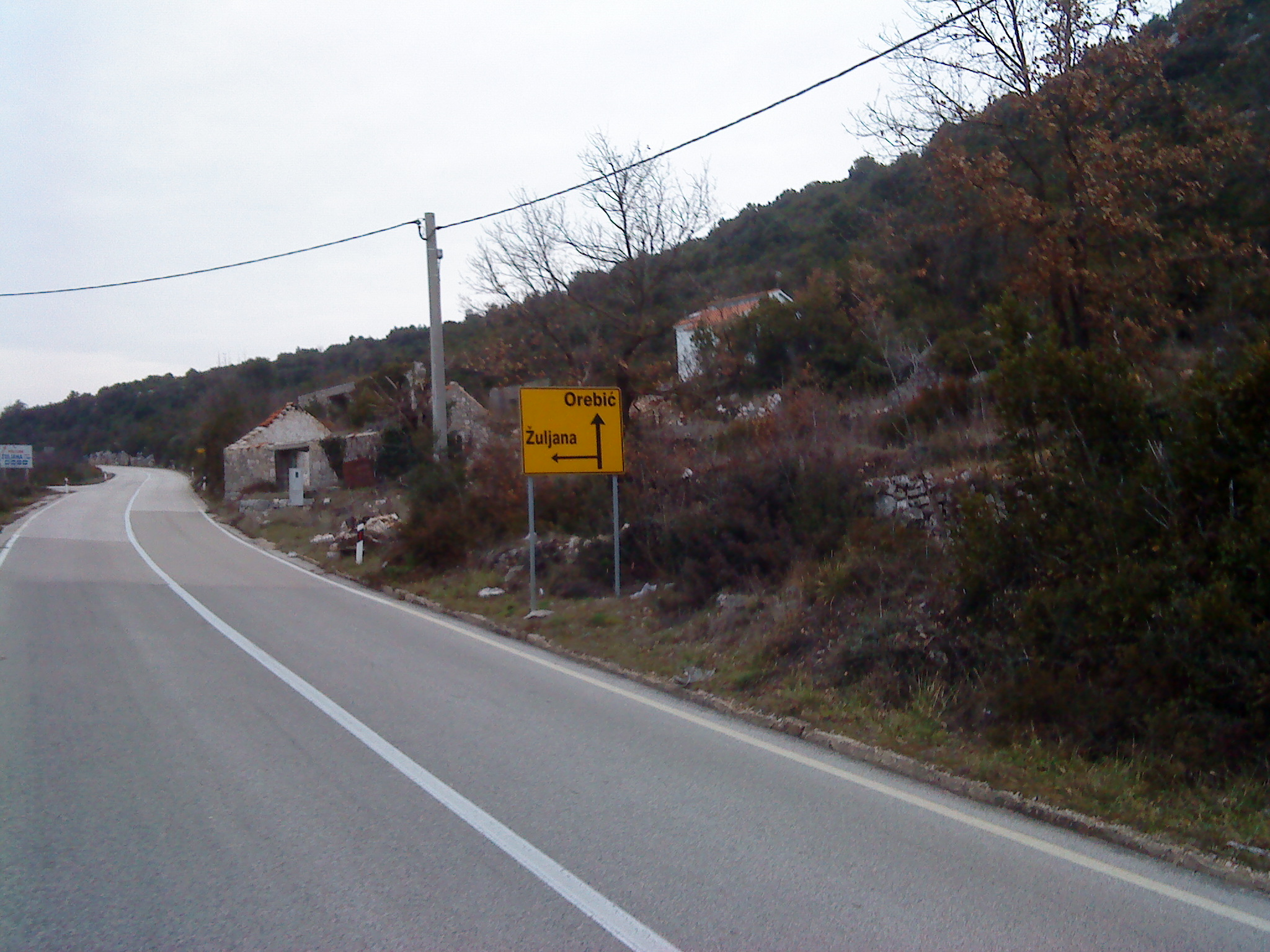
Odbočka na Žuljanu